# Taylor Lautner
Taylor Daniel Lautner (Grand Rapids, Michigan, 11. veljače 1992.), je američki filmski glumac. Glumio u mnogim filmovima, a najpoznatije su mu uloge Sharkboya u Avanture Sharkboya i Lavagirl u 3-D tehnici i Jacoba Blacka, Bellinog (Kristen Stewart) najboljeg prijatelja u Sumraku.

## Životopis

### Život i karijera
Lautner je rođen u obitelji francusko-nizozemsko-njemačko-indijanskih korijena. Ima sestru, Makenu Lautner. Kao dijete obožavao je karate, kojim se počeo baviti već od sedme godine te je osvojio mnogo odličja na državnim i međunarodnim natjecanjima.
Američkoj je publici prije Sumraka bio dobro poznat iz obiteljskog filma 'Avanture Sharkboya i Lavagirl u 3-D tehnici'. U filmu je glumio s Taylor Dooley, koja mu je jedna od najboljih prijateljica. 
Gluma ga je počela zanimati od malih nogu. Kad je imao sedam godina, na nagovor trenera karatea prijavio se na audiciju za reklamu za Burger King. Iako nije bio izabran, iskustvo s audicije toliko mu se svidjelo da je roditeljima priopćio kako želi biti glumac. Roditelji su ga shvatili ozbiljno te su često putovali iz Michigana u Los Angeles kako bi Taylor išao na audicije. Na kraju ih je to jako iscrpilo te su se odlučili na preseljenje u Los Angeles. Taylor je glumio u raznim filmovima i posuđivao glas u crtićima, a konačni probitak u svijet glumaca značila je uloga Sharkboya u već spomenutom filmu The Adventures of Sharkboy and Lavagirl in 3-D, snimljenom 2005. godine. Nakon filmova Sumrak sage koji su mu donijeli veliku slavu Taylor glumi u akcijskom filmu Abduction. Glumac je izjavio kako zahvaljujući Sumrak sagi može birati filmove i uloge koje ga uistinu zanimaju te da je uloga akcijskog junaka Nathana Harpera u Abduction ono što je on priželjkivao.

### Mladi mjesec
Lautnera su, prema nekim spekulacijama, u filmu Mladi mjesec trebali zamijeniti Michael Copon ili Steven Strait, s obzirom na to da lik Jacoba u Mladom mjesecu doživljava puno promjena - pretvara se u snažnog i krupnog vukodlaka, starijeg 10 godina - pa autori filma zbog toga nisu bili sigurni je li sitni tinejdžer idealan izbor. Ipak, kasnije je i službeno potvrđeno da će Taylor glumiti i dalje, a i sam priznaje da sve više vremena pokušava provesti u teretani kako bi dobio na snazi. Dosad je nabacio oko 12 kilograma, a redatelju je obećao da će dobiti oko 14.

## Filmografija
| Godina | Film                                         | Uloga              | Bilješka      |
| ------ | -------------------------------------------- | ------------------ | ------------- |
| 2001.  | Shadow Fury                                  | Kismet (dijete)    |               |
| 2003.  | The Bernie Mac Chow                          | Aron               | TV            |
| 2004.  | Moja žena i djeca                            | Tyrone             | TV            |
| 2004.  | Summerland                                   | dječak na plaži    | TV            |
| 2005.  | Popust na količinu 2                         | Elliott Murtaugh   |               |
| 2005.  | Danny Phantom                                | Youngblood         | TV; glas      |
| 2005.  | Duck Dodgers                                 | Reggie Wasserstein | TV; glas      |
| 2005.  | The Avanture os Sharkboy and Lavagirl in 3-D | Sharkboy           | Glavna uloga  |
| 2005.  | What's New, Scooby Doo?                      | Dennis/Ned         | TV; glas      |
| 2006.  | Love, Inc.                                   | Oliver             | TV            |
| 2006.  | He's a Bully, Charlie Brown                  | Joe Agate          | TV; glas      |
| 2008.  | Caught Up in You od Cassie Thompson          | ljubavni interes   | glazbeni spot |
| 2008.  | Sumrak                                       | Jacob Black        |               |
| 2008.  | My Own Worst Enemy                           | Jack Spivey        | TV            |
| 2009.  | Mladi mjesec                                 | Jacob Black        | [ 8 ]         |
| 2010.  | Dan zaljubljenih                             | Willy Harrinton    |               |
| 2010.  | Pomrčina                                     | Jacob Black        |               |
| 2011.  | Praskozorje I                                | Jacob Black        |               |
| 2012.  | Praskozorje II                               | Jacob Black        |               |
| 2013.  | Starci 2                                     | Frat Boy Andy      |               |
| 2014.  | Run The Tide                                 | Reymund Hightower  |               |
| 2015.  | Tracers                                      | Cam                |               |
| 2015.  | The Ridiculous 6                             | Lil' Pete          |               |
| 2016.  | Scream queens                                | Dr. Cassidy Casade |               |

## Vanjske poveznice
- Taylor Lautner u internetskoj bazi filmova IMDb-u (engl.)